# Business development
Il business development è l'insieme di svariate tecniche pensate per accrescere un'impresa economica. Alcune di queste tecniche sono:
- la valutazione delle opportunità di marketing e dei mercati di riferimento,
- la business intelligence sui clienti ed i concorrenti,
- la generazione di lead per le possibili vendite,
- l'attività di follow up alla vendita,
- la stesura di offerte formali,
- la progettazione di modelli di business.

Il business development implica il valutare un business e quindi realizzarne completamente il potenziale, usando strumenti quali il marketing, le vendite, la gestione delle informazioni ed il servizio al cliente. In un'azienda sana, capace di sostenere la concorrenza, il business development è un processo continuativo.
Un business development di successo richiede generalmente un approccio multi-disciplinare che va oltre la mera "vendita al cliente." È necessaria frequentemente una strategia dettagliata per far crescere il business nel modo desiderato, cosa che può richiedere competenze in ambito finanziario, legale e pubblicitario. Il business development non può essere ridotto a dei banali template applicabili a tutte o quasi le situazioni in cui si possono trovare le imprese reali. È indispensabile una misura di creatività nell'affrontare sfide nuove ed impreviste, per poter mantenere un'impresa su un percorso di crescita sostenibile.
Le aziende piccole e medie spesso non definiscono un processo per il business development, e si basano invece sulla propria rete di contatti. In altri casi danno per scontato che, avendo una rete di contatti ad alto livello, i loro problemi di business development siano risolti ed in qualche modo i loro affari continueranno a prosperare. Le conseguenze di tali ipotesi possono essere significative, nel caso in cui si dimostrino incapaci di far fruttare queste relazioni, che spesso sono molto personali o deboli: ed in questo caso la pipeline dei nuovi ordini si svuoterà rapidamente.
La pipeline è il flusso di potenziali contratti, con clienti nuovi o anche già acquisiti, che l'azienda sta sviluppando. Ad ogni potenziale contratto nella pipeline è assegnata una percentuale di successo ed un volume d'affari stimato. La media pesata di tutti i potenziali contratti nella pipeline può essere utilizzata per la pianificazione in modo da gestire correttamente le nuove commesse in ingresso.
In aziende più grandi ed organizzate, specialmente nel settore tecnologico, il business development spesso si riferisce alla creazione e alla gestione delle relazioni strategiche e delle alleanze con aziende terze. In questi casi le aziende potranno mettere a frutto l'expertise di ciascuna delle due, ovvero le reciproche tecnologie o altre proprietà intellettuali per espandere la propria offerta di prodotti, servizi, funzioni e/o mercati senza investire per costruirle od acquisirle con risorse interne. I ricavi sono generalmente condivisi con accordi basati su royalty. Ad esempio, un'azienda con una tecnologia di grande successo potrebbe attivare un accordo con un'azienda dotata di una forza vendita e di una clientela già esistenti; insieme potrebbero sfruttare quel mercato, condividendone i frutti.